# Tobias Rau
Tobias Rau (Braunschweig, 31 dicembre 1981) è un ex calciatore tedesco, di ruolo terzino.

## Carriera

### Club

#### Gli inizi
Rau inizia a giocare tra i professionisti nell'Eintracht Braunschweig, società calcistica della sua città natale, nella stagione 1999-2000 quando la squadra milita nella Fußball-Regionalliga, la quarta divisione del calcio tedesco. In due stagioni a Braunschweig colleziona 60 presenze e realizza anche un gol.

#### VfL Wolfsburg
Nel luglio 2001 si trasferisce al VfL Wolfsburg in Bundesliga, dove debutta il 18 agosto 2001, in un pareggio casalingo 1-1 contro l'Friburgo. Conclude la propria esperienza a Wolfsburg con 49 presenze e un gol.

#### Bayern Monaco
Nell'estate del 2003 il suo cartellino viene acquistato, per 2 milioni e 250 000 euro, dal Bayern Monaco. Tuttavia nel capoluogo bavarese, a causa di alcuni gravi infortuni e della concorrenza con i francesi Willy Sagnol e Bixente Lizarazu, colleziona solo 13 presenze in prima squadra e, al termine della stagione 2004-2005, viene ceduto per 750 000 euro al Arminia Bielefeld.

#### Arminia Bielefeld
A Bielefeld Rau continua ad essere considerato una riserva e soffre di numerosi gravi infortuni, a causa dei quali gioca mediamente solo otto partite a stagione in quattro anni. Viene svincolato dall'Arminia Bielefeld il 30 giugno 2009 dopo la retrocessione della società in Zweite Bundesliga e il 6 luglio seguente Rau annuncia il suo ritiro dal calcio professionistico a soli 27 anni.

### Nazionale
Con la nazionale tedesca debutta il 12 febbraio 2003 in un'amichevole con la Spagna giocata a Palma di Maiorca. Complessivamente ha totalizzato 7 presenze con la nazionale maggiore, tutte nel 2003, segnando anche un gol in un'amichevole con il Canada vinta dalla Germania per 4-1. Contestualmente è diventato il primo giocatore a fare gol per la selezione teutonica mentre militava nel Wolfsburg.

## Statistiche

### Cronologia presenze e reti in Nazionale
| Cronologia completa delle presenze e delle reti in nazionale ― Germania | Cronologia completa delle presenze e delle reti in nazionale ― Germania | Cronologia completa delle presenze e delle reti in nazionale ― Germania | Cronologia completa delle presenze e delle reti in nazionale ― Germania | Cronologia completa delle presenze e delle reti in nazionale ― Germania | Cronologia completa delle presenze e delle reti in nazionale ― Germania | Cronologia completa delle presenze e delle reti in nazionale ― Germania | Cronologia completa delle presenze e delle reti in nazionale ― Germania |
| Data                                                                    | Città                                                                   | In casa                                                                 | Risultato                                                               | Ospiti                                                                  | Competizione                                                            | Reti                                                                    | Note                                                                    |
| ----------------------------------------------------------------------- | ----------------------------------------------------------------------- | ----------------------------------------------------------------------- | ----------------------------------------------------------------------- | ----------------------------------------------------------------------- | ----------------------------------------------------------------------- | ----------------------------------------------------------------------- | ----------------------------------------------------------------------- |
| 12-2-2003                                                               | Palma di Maiorca                                                        | Spagna                                                                  | 3 – 1                                                                   | Germania                                                                | Amichevole                                                              | -                                                                       |                                                                         |
| 29-3-2003                                                               | Norimberga                                                              | Germania                                                                | 1 – 1                                                                   | Lituania                                                                | Qual. Euro 2004                                                         | -                                                                       |                                                                         |
| 1-6-2003                                                                | Wolfsburg                                                               | Germania                                                                | 4 – 1                                                                   | Canada                                                                  | Amichevole                                                              | 1                                                                       |                                                                         |
| 7-6-2003                                                                | Glasgow                                                                 | Scozia                                                                  | 1 – 1                                                                   | Germania                                                                | Qual. Euro 2004                                                         | -                                                                       |                                                                         |
| 11-6-2003                                                               | Tórshavn                                                                | Fær Øer                                                                 | 0 – 2                                                                   | Germania                                                                | Qual. Euro 2004                                                         | -                                                                       |                                                                         |
| 20-8-2003                                                               | Stoccarda                                                               | Germania                                                                | 0 – 1                                                                   | Italia                                                                  | Amichevole                                                              | -                                                                       |                                                                         |
| 10-9-2003                                                               | Dortmund                                                                | Germania                                                                | 2 – 1                                                                   | Scozia                                                                  | Qual. Euro 2004                                                         | -                                                                       |                                                                         |
| Totale                                                                  |                                                                         | Presenze                                                                | 7                                                                       |                                                                         | Reti                                                                    | 1                                                                       |                                                                         |

## Palmarès

### Club

#### Competizioni nazionali
- Campionato tedesco: 1

Bayern Monaco: 2004-2005
- Coppa di Germania: 1

Bayern Monaco: 2004-2005
- DFL-Ligapokal: 1

Bayern Monaco: 2004